# Либерально-демократическая партия (Беларусь)
Либера́льно-демократи́ческая па́ртия (аббревиатура — ЛДП, ЛДПБ, бел. Ліберальна-дэмакратычная партыя Беларусі) — самая многочисленная белорусская политическая партия, созданная в 1994 году на основе белорусского отделения Либерально-демократической партии Советского Союза. Начиная с октября 1999 года, Либерально-демократическая партия позиционирует себя как «конструктивно-оппозиционную» партию.
Лидером партии с 21 сентября 2019 года является Олег Сергеевич Гайдукевич.

## История
Либерально-демократическая партия была зарегистрирована Министерством юстиции Республики Беларусь 24 февраля 1994 года, ранее, 5 февраля того же года состоялся учредительный съезд партии. ЛДПБ была образована из регионального отделения Либерально-демократической партии Советского Союза (ЛДПСС), которая была образована ещё 13 декабря 1990 года и стала второй оппозиционной по отношению к КПСС партией. После распада Советского Союза в декабре 1991 года начался процесс размежевания единой партии, который завершился 10 августа 1992 года, когда Министерство юстиции Российской Федерации аннулировало регистрацию ЛДПСС, поскольку она была произведена «с грубыми нарушениями законодательства, по фальсифицированным документам». Как выяснилось, при регистрации партии был представлен список из 146 членов партии (по закону в партии союзного уровня должно было числиться не менее 5 тысяч человек). 30 сентября 1995 года на четвёртом внеочередном съезде Либерально-демократической партии Председателем партии был избран Сергей Васильевич Гайдукевич, до этого являющийся заместителем Василия Кривенко.
Во время первых выборов Президента Республики Беларусь партия поддерживала кандидатуру Вячеслава Кебича, который на тот момент являлся председателем Совета министров. После избрания Сергея Гайдукевича партия постепенно начала дистанцироваться от российской ЛДПР, отошла от идей панславизма и стала выступать за рыночную экономику с минимальным государственным регулированием, хотя изначально согласно своей программы партия являлась скорее социал-демократической, чем либеральной, и выступала за бесплатную медицину и образование, сохранение льгот, сильную армию.
В марте 1999 года была на VI съезде партии была принята новая программа Либерально-демократической партии, которая провозглашала целью партии создание и развитие в Беларуси среднего класса. В этой же программе указывалось, что во внешней политике республика должна исходить из многовекторности и экономической целесообразности. В октябре того же года партия объявила о своей конструктивной оппозиционности. В 1995 и 1999 годах Либерально-демократическая партия прошла перерегистрацию Министерством юстиции Республики Беларусь.
В октябре 2000 года ЛДП приняла участие в первых выборах в Палату представителей — нижнюю палату Национального собрания, созданную в 1996 году по результатам референдума и после ликвидации оппозиционного к Александру Лукашенко Верховного Совета XVIII созыва. Партии удалось зарегистрировать своих кандидатов в 92-х избирательных округах из 110. Однако несмотря на это депутатский мандат удалось получить лишь одному выдвиженцу от партии — Алексею Ваганову.
Также, в 2000 году по инициативе ЛДП был создан предвыборный блок «Новая Беларусь—Единство», куда кроме Либерально-демократической партии вошли несколько общественных организациях. Этот же блок выдвинул лидера ЛДП Сергея Гайдукевича кандидатом в президенты Республики Беларусь, выборы которого были назначены на 9 сентября 2001 года. 14 августа 2001 года Гайдукевич был зарегистрирован одним из трёх кандидатов (после снятия Семёна Домаша в пользу Владимира Гончарика), также Гайдукевич стал единственным кандидатом от политической партии. Однако по результатам голосования, кандидат от ЛДП занял последнее третье место с результатом 2,48 % голосов избирателей.
В марте 2002 года делегаты ЛДПБ приняли участие в работе 51-го Конгресса Либерального Интернационала в Будапеште. На этом Конгрессе ЛДПБ была принята в Либеральный Интернационал в качестве наблюдателя. 20 декабря 2003 года состоялся IX съезд партии, на котором Сергей Гайдукевич был переизбран председателем партии, избраны Высший совет и другие руководящие органы партии. Также на съезде партии была принята программа, закрепившая положение о том, что партия является конструктивной оппозицией действующей в Беларуси власти.
В октябре 2004 года ЛДПБ приняла участие в подготовке и проведении выборов в Палату представителей Национального собрания Республики Беларусь III созыва, выдвинув своих кандидатов в 107 из 110 избирательных округах. Центральной избирательной комиссией зарегистрированы были лишь 23 выдвиженца от партии. Из 23 кандидатов депутатом был избран лишь сам Сергей Гайдукевич, который набрал в Октябрьском избирательном округе № 99 56,6 % голосов избирателей, опередив бывшего председателя Верховного Совета Мечислава Гриба и Алексея Ковальца — выдвиженца от партии БНФ. В целом по стране кандидаты от ЛДП получили поддержку 122 605 избирателей (менее 1,95 %).
21 августа 2004 года на X съезде партии Гайдукевич был во второй раз выдвинут кандидатом в Президенты Республики Беларусь, в конце 2004 года он был выдвинут предвыборным блоком «Новая Беларусь—Единство». 17 февраля 2006 года Сергей Гайдукевич был зарегистрирован Центральной комиссией по проведению выборов и референдумов кандидатом в Президенты Республики Беларусь. На президентских выборах 19 марта 2006 года Гайдукевич набрал 230,7 тысяч голосов (3,5 % от избирателей, принявших участие в голосовании). 14 декабря 2006 года он был назначен специальным представителем Министра иностранных дел по взаимодействию с европейскими парламентскими структурами. В 2007 году Сергей Гайдукевич баллотировался на должность председателя Палаты представителей Национального собрания, однако его кандидатура была поддержана лишь 5-ю депутатами.
В 2008 году для участия в очередных выборах депутатов Палаты представителей, которые состоялись 28 сентября, партии удалось зарегистрировать лишь 10 кандидатов. По результатам выборов ни одному из них не удалось пройти в парламент, тем самым партия лишилась своего представительства в Палате представителей.
6 июля 2009 года был по подозрению в даче взятки был задержан заместитель председателя ЛДП Владимир Карунас, против которого было возбуждено уголовное дело по статье 430, части 2. В Либерально-демократической партии Карунас не только являлся заместителем председателя партии, но и возглавлял минскую городскую организацию. Также в 2001 и 2006 годах он руководил предвыборным штабом Гайдукевича. 14 июля 2009 года расширенный состав Высшего совета ЛДП утвердил программу потенциального кандидата в президенты от партии, а также единогласно принял решение о включении в программу кандидата в президенты от партии вопросы признания Абхазии и Южной Осетии и переход Беларуси на российский рубль.
Перед президентскими выборами 2010 года, Сергей Гайдукевич вновь выдвинут Либерально-демократической партией кандидатом в президенты Республики Беларусь. Однако, непосредственно перед выборами, будучи уже зарегистрированным кандидатом, 8 октября 2010 года Гайдукевич снялся с президентской гонки, заявив, что не собирается «участвовать в спектакле, результат которого заранее решён». 19 декабря 2010 года в день президентских выборов, Гайдукевич вместе с партийным руководством посетил цирк. Партия, в лице тогдашнего заместителя председателя ЛДП Олега Гайдукевича осудила также и массовые протесты, которые прошли в день голосования заявив, что «Площадь-2010» стала «логическим завершением бездарной никчемной избирательной кампании со стороны оппозиции».
7 июля 2012 года состоялся съезд ЛДПБ, на котором было принято решение, что партия будет участвовать в парламентских выборах, которые были назначены на 23 сентября 2012 года. При этом лидер партии Гайдукевич заявил, что слабо верит, что руководство Беларуси пропустит в парламент хотя бы одного своего оппонента, а также отметил что власть с выборами «давно уже все решила». ЛДП выдвинула кандидатами 86 своих членов, из которых 72 были зарегистрированы кандидатами. По результатам голосования, в общей сумме члены ЛДП получили 249 555 голосов избирателей (4,76 %), но не одному из них не удалось одержать победу в одномандатных округах.
По итогам выборов в местные Советы депутатов Республики Беларусь 2014 года ни один кандидат от партии не смог стать депутатом. Либерально-демократическая партия Республики Беларусь поддерживает подписание договора о создании Евразийского экономического союза (ЕАЭС).
28 апреля 2013 года съезд партии в очередной раз выдвинул Сергея Гайдукевича кандидатом в президенты. 10 сентября 2015 года Гайдукевич в третий раз был зарегистрирован кандидатом в Президенты Республики Беларусь. По результатам голосования, которое состоялось 11 октября 2015 года за кандидатуру Гайдукевича было подано 3,30 % голосов избирателей.
В 2016 году перед выборами в Палату представителей было объявлено о выдвижении 110 кандидатов в депутаты от партии, но фактически было выдвинуто 90 кандидатов, из которых 77 прошли регистрацию. В сумме кандидаты от ЛДП на выборах в Палату представителей VI созыва получили 218 081 голосов (4,24 % от общего количества). Кандидат от ЛДП Анатолий Хищенко победил в 88-м избирательном округе в Могилёвской области, получив 59,1 % голосов избирателей.
В ноябре 2016 года ЛДПБ выступила с инициативой продления срока президентских полномочий с пяти до семи лет, а полномочий депутатов Палаты представителей и членов Совета Республики — с четырёх до пяти лет с целью дальнейшей демократизации и развития гражданского общества, укрепления власти в стране. Также было предложено изменить избирательную систему с мажоритарной на смешанную (половина депутатов избирается по одномандатным округам, половина — по партийным спискам), сам референдум по изменению Конституции было предложено провести одновременно с местными выборами 2018 года. Все эти заявления и предложения были сделаны на фоне заявления Александра Лукашенко о возможной «корректировке» Конституции.
В 2017 году первый зампред главы ЛДП Олег Гайдукевич подверг критике провластные организации и идеологов в контексте прошедших в регионах несанкционированных митингов и призвал лишить их государственного финансирования. 11 марта 2017 года Либерально-демократическая партия Беларуси одобрила решение Президента о введении моратория на Декрет № 3 сроком на один год, также партия осудила попытки оппозиции использовать протесты для своих политических целей.
На выборах в местные Советы депутатов 2018 года из 219 зарегистрированных кандидатов 4 удалось пройти в местные Советы депутатов, среди них, по одному в Минский городской и Гродненский областной Советы депутатов, а также ещё 2 кандидата прошли в районные советы.
21 сентября 2019 года в преддверии выборов в Палату представителей, состоялся съезд партии, на котором новым председателем партии был избран Олег Гайдукевич — сын Сергея Гайдукевича и до избрания — его заместитель. Также во время съезда партия заявила о выдвижении 110 кандидатов во все избирательные округа страны. Практически никто из них не собирал подписи в свою поддержку, так как большинство из них выдвигались от политической партии, для чего сбор подписей необязателен. После смены руководства партии лидер партии БНФ Григорий Костусёв заявил, что состоявшаяся передача Либерально-демократической партии «от отца к сыну» является отработкой схемы передачи власти на самом высоком уровне «от отца к сыну». По результатам регистрации ЛДПБ выдвинула своих кандидатов в 107 из 110 округах, из которых были зарегистрированы 98 членов партии. По результатам голосования, которое состоялось 17 ноября 2019 года, выдвиженцы от партии набрали в сумме 355 971 голос избирателей, или же 5,36 %, заняв таким образом третье место среди политических партий. Однако, из 98 кандидатов депутатом удалось избраться лишь Олегу Гайдукевичу, который одержал победу в Калиновском избирательном округе, где набрал 48,16 % голосов избирателей.
В начале мая 2020 года Олег Гайдукевич заявил о своем намерении активно бороться за пост президента Беларуси. Но 26 мая лидер ЛДП снялся с выборов президента и призвал своих сторонников голосовать за Александра Лукашенко. Лидер ЛДП сообщил, что передаст в предвыборный штаб Лукашенко 30 тысяч собранных подписей.

## Международное сотрудничество
В конце 2010 года был подписан договор о сотрудничестве в политической и культурной сферах между Народной партией Республики Южная Осетия и Либерально-демократической партией Беларуси.
26 ноября 2012 года ЛДП заключила договор о сотрудничестве с Либерально-демократической партией России.
В настоящее время ЛДП и ЛДПР поддерживают дружественные отношения, Председатель ЛДП Сергей Гайдукевич неоднократно посещал Москву, где и встречался с Жириновским. Жириновский также посещал Минск в 2001 году и 2005-м. Разногласия в отношениях между партиями произошли в 2001 году, когда Гайдукевич принял решение об участии в президентских выборах, против чего выступал Жириновский, который поддерживал политику президента Лукашенко.
Также по некоторым источникам партия имеет договора и сотрудничает с другими европейскими партиями, такие как Австрийская партия свободы, французский Национальный фронт, итальянская партия «Пламя триколора» и Новый Азербайджан.
5 апреля 2016 года в Минске прошла встреча, на которой обсуждалось проведение «Конгресса патриотических партий», во встрече также участвовали председатель латвийской партии «Действие» Нормунд Гростинс и польский эксперт по безопасности Славомир Ождык.

## Идеология и цели партии
Цель ЛДПБ — реформирование и укрепление страны. Это построение независимого демократического белорусского государства с экономикой, эффективно сочетающей государственную собственность с приоритетом частной. Главное направление социально-экономической политики — это благосостояние прежде всего отдельной личности, человека. Конечная цель — создание мощного слоя среднего класса. Внешнеполитическая стратегия партии исходит из многовекторности и экономической целесообразности. Особое внимание уделяется восстановлению связей со странами Ближнего Востока и Центральной Европы.
Во внешней политике ЛДП выступает за развитие равноправных отношений с соседями Беларуси — Россией, Украиной, странами Балтии, Польшей, за то, чтобы западный и восточный вектор были сбалансированы и отвечали практическим интересам Беларуси, за активизацию отношений с ОБСЕ, Советом Европы, Европейским Союзом, за присоединение Беларуси к интеграционным общеевропейским процессам. Лидер ЛДП и члены Высшего Совета партии активно участвуют в международных семинарах, конференциях. ЛДП имеет дружеские связи со многими партиями мира, с некоторыми подписаны 2-х сторонние договора сотрудничества.
В экономической сфере ЛДП выступает за современную рыночную экономику с сильной социальной политикой и минимальным, но эффективным государственным регулированием. Свою главную задачу ЛДП видит в создании в Беларуси эффективного собственника, который будет заинтересован в долгосрочном развитии производства.
Экономическая программа предусматривает правовую защиту собственности и собственника, стабильность национальной валюты, гарантии для отечественных и иностранных инвестиций, использование для привлечения инвестиций концессий и свободных экономических зон, радикальное снижение налоговой нагрузки и упрощение налоговой системы, что позволит стимулировать экономический рост, гласность в бюджетной политике государства. http://ldp.by/ru/istoriya/
Де-факто ЛДП, является конструктивной правоцентриской партией. Оценки её идеологии крайне крайне выверены и направлены на созидание, процветание и развитие.
ЛДП — это четко персонифицированная партия и её политика полностью определяется лидером Сергеем Гайдукевичем.
Партия ЛДП всегда выступала за сближение и интеграцию с братской Россией, включая всевозможные объединения в том числе военных и государственных систем.

## Символика

### Эмблема
Старая эмблема партии представляет собой круг, в центр которого вписано схематическое изображение Земного шара. На фоне Земли выделено контурное изображение Республики Беларусь. По краю эмблемы надпись на русском и белорусском языках: «Либерально-демократическая партия. Ліберальна-дэмакратычная партыя». Территория страны закрашена зелёным цветом и имеет надпись на белорусском языке: «БЕЛАРУСЬ».
На новой эмблеме присутствуют только буквы «ЛДПБ».

### Флаг
Флаг партии представляет собой полотнище прямоугольной формы с соотношением длины и ширины 2:1. Прямоугольник разделён на три части двумя линиями, исходящими из его верхних углов и сходящимися на середине его нижней стороны. Образующиеся при этом треугольники имеют следующие цвета: левый прямоугольный — зелёный, правый прямоугольный — красный, средний равнобедренный — белый. На белом фоне надпись чёрного цвета на русском языке: «Либерально-демократическая партия».

## Региональные организации
Либерально-демократическая партия имеет 7 региональных организаций во всех областях Беларуси и городе Минске:
| Название организации  | Руководитель                 |
| --------------------- | ---------------------------- |
| Минская городская     | Чесалов Олег Юрьевич         |
| Минская областная     | Душевский Андрей Юрьевич     |
| Брестская областная   | Ломовцев Дмитрий Георгиевич  |
| Гродненская областная | Толстой Александр Иванович   |
| Витебская областная   | Тепляков Игорь Петрович      |
| Могилёвская областная | Лободырёв Александр Иванович |
| Гомельская областная  | Игнатенко Ольга Ивановна     |

Витебская городская парторганизация ЛДПБ открылась в августе 1994 года.

## Участие в выборах

### Президентские выборы
| Выборы | Кол-во голосов | %    | Место  | Кандидат          | Опередили             |
| ------ | -------------- | ---- | ------ | ----------------- | --------------------- |
| 2001   | 153 199        | 2,48 | 3 из 3 | Сергей Гайдукевич | Лукашенко, Гончарик   |
| 2006   | 230 664        | 3,5  | 3 из 4 | Сергей Гайдукевич | Лукашенко, Милинкевич |
| 2015   | 201 945        | 3,30 | 3 из 4 | Сергей Гайдукевич | Лукашенко, Короткевич |

### Парламентские выборы
| Выборы | Кол-во голосов | %      | Мандаты  | +/- | Выдвинуто кандидатов |
| ------ | -------------- | ------ | -------- | --- | -------------------- |
| 2000   |                |        | 1 из 110 | ▬   | 88                   |
| 2004   | 122 605        | 1,95 % | 1 из 110 | ▬   | 23                   |
| 2008   | 43 752         | 0,81 % | 0 из 110 | ▼ 1 | 10                   |
| 2012   | 249 455        | 4,76 % | 0 из 110 | ▬   | 70                   |
| 2016   | 218 081        | 4,24 % | 1 из 110 | ▲ 1 | 90                   |
| 2019   | 280 683        | 5,36 % | 1 из 110 | ▬   | 98                   |